# Moline, Kansas
Moline är en ort i Elk County i Kansas. Vid 2020 års folkräkning hade Moline 345 invånare.